# Linum ciliatum
Linum ciliatum är en linväxtart som beskrevs av August von Hayek. Linum ciliatum ingår i släktet linsläktet, och familjen linväxter. Inga underarter finns listade i Catalogue of Life.